# Reiner Schreiber
Reiner Schreiber (* 19. August 1941 in Beuel; † 8. Oktober 2004 in Bonn) war ein deutscher Kommunalpolitiker, Stadtdirektor der Stadt Bonn, Vorsitzender der CDU-Fraktion im Bonner Stadtrat sowie langjähriger Geschäftsführer der Stadtwerke Bonn.
Schreiber wurde 1969 in den Stadtrat gewählt und übernahm hier die Bereiche Verkehr und Finanzen. Im Alter von 38 Jahren wurde er Fraktionsvorsitzender im Stadtrat und verantwortete als Vorsitzender des „Sonderausschusses für die Verbesserung der Verkehrsverhältnisse in Bonn“ unter anderem den (Aus-)Bau der U-Bahn. 1982 übernahm er die Führung der Stadtwerke, 1993 zusätzlich die des Stadtdirektors. 1998 verlor er dieses Amt durch die aufgrund einer Kommunalwahl geänderten neuen Mehrheitsverhältnisse; mit der seit 1994 amtierenden SPD-Oberbürgermeisterin Bärbel Dieckmann hatte er keine Basis für eine vertrauensvolle Zusammenarbeit gefunden.
Am 8. September 2001 kritisierte das Rechnungsprüfungsamt der Stadt Bonn erstmals die Auftragsvergabe bei der Modernisierung des Heizkraftwerks Nord, das ein Dreivierteljahr später in Durchsuchungen der Staatsanwaltschaft Bonn und der Verhaftung Schreibers nach einer Ratssitzung am Rathausausgang mündete. Schreiber musste vier Wochen in Untersuchungshaft verbringen und wurde erst am 7. Mai 2002 wieder daraus entlassen. Grund für die Aufdeckung der Affäre war, dass die Fahnder die Reiseunterlagen Schreibers geprüft hatten und die auf einer Hotelrechnung angegebene Telefonnummer einer Schweizer Bank zuordnen konnten; auf einem Konto dieser Bank waren ca. 3 Millionen DM eingezahlt worden, deren Herkunft nicht komplett ermittelt werden konnten.
Um die Jahreswende 2002/2003 erhob die Staatsanwaltschaft schließlich Anklage vor dem Landgericht Bonn gegen Schreiber wegen Bestechlichkeit in einem besonders schweren Fall, da sie es als erwiesen ansah, dass er vom Anlagenbauer ABB etwa 800.000 DM an Schmiergeldern (nach anderen Quellen sogar 1,2 Millionen DM) gefordert und erhalten hatte, damit der Mannheimer Anlagenbauer den Auftrag im Wert von ca. 68 Millionen DM erhielt. Aufgrund einer Krebserkrankung und der damit einhergehenden festgestellten Verhandlungsunfähigkeit wurde das Verfahren im Mai 2004 eingestellt, weniger als ein halbes Jahr vor Schreibers Tod.